# 高清翡翠台
高清翡翠台（英語：HD Jade）是香港電視廣播有限公司擁有的一條以高清格式播放的數碼頻道，於2007年12月31日晚上7時起正式啟播，由於翡翠台在2016年2月22日起將該頻道可使用的頻寬增至最高10.5Mbps，把畫面質素提升至更佳的高清水平，為了配合翡翠台，高清翡翠台在2016年2月22日凌晨03:00起由頻道J5取代。高清翡翠台是香港首個全天播出的免費高清電視頻道，節目當中包括高清製作和升頻至1080i的標清製作節目。2014年，高清翡翠台於黃金時段（晚上7時至11時）的平均收視為8.2點，佔總電視頻道收視的28%。
高清翡翠台已於2016年2月22日正式置換為J5（於2017年8月15日起再更名為無綫財經台，再於2018年1月15日起再更名無綫財經·資訊台，再次於2022年9月5日起再更名財經體育資訊台），主要播放自製財經資訊節目，及外購紀錄片、旅遊及飲食節目，並與翡翠台完全分途廣播。現時J5與J2、互動新聞台及明珠台會共用單頻網廣播，頻寬大約21.5Mbps（兆位/秒），並採用統計復用技術（statistical multiplexing），以優化頻寛使用效率、確保播出達至最佳畫質及防止畫質劣化。

## 歷史
為配合香港政府發展數碼電視廣播服務，無綫電視於2005年1月3日開始已著手研究高清電視製播技術，並承諾開設一條高清電視頻道，每天播放不少於14小時的高清製作節目。2007年下半年，無綫電視宣佈於年底推出一條全天播出的高清頻道，並將該服務稱為。其後於2007年10月22日正式將頻道定名為「高清翡翠台」。
高清翡翠台於2007年12月10日起公開試播，每日循環播放兩小時的高清宣傳片段。2007年12月29日，高清翡翠台更與翡翠台同步試播電影《愛君如夢》。
2007年12月31日晚上19:00起，高清翡翠台開播。開播首晩，無綫電視使用高清技术制作了大型節目及晚宴。
2008年北京奧運期間，高清翡翠台24小時全天候播放奧運賽事（包括直播及重播奧運賽事）。
2015年7月，無綫電視表示獲通訊事務管理局批准，於2016年4月前將數碼廣播的明珠台從多頻網改調至單頻網廣播，以騰出頻譜維持翡翠台畫質不致劣化，並表示屆時將停止翡翠台與高清翡翠台的聯播安排，在獲延長的多頻網頻道額外1.5 Mbps傳輸容量的臨時指配期於2016年4月1日屆滿後改變頻道，批准條件為無綫必須履行在申請中作出的承諾，在頻道後停止翡翠台與高清翡翠台同步廣播的安排。2015年8月5日，根據無綫電視於2016年播放里約熱內盧奧運的宣傳活動及新聞發佈所述，相關奧運賽事將於翡翠台、明珠台及「85台」免費播放，暗示高清翡翠台會在奧運前更名。無綫電視在2016年2月8日（年初一）起於網頁及電視正式對外公布新安排。
2016年2月22日起，高清翡翠台置換為J5，以「財富及知識」內容作定位，除了繼續保留原有外購紀錄片、劇集、電影和綜藝節目，還會主力播放自製財經資訊及樓盤節目，同樣以高清播映。大部分節目由新聞部負責，並停止與翡翠台同步廣播的劇集和綜藝節目。高清翡翠台於2016年2月22日凌晨2時至3時播映的最後一個電視節目為《泰原味》，凌晨3時起置換為J5後，首個節目為《FINA跳水世界盃》。

## 播放

### 一般節目
高清翡翠台主要播放無綫電視製作的劇集、綜藝節目、紀錄片、新聞，以及外購紀錄片、劇集等，絕大多數皆以1080i全高清製作。啟播初期，每天播出最少4小時以高清攝製的自製或外購節目，而其餘非高清制作的節目、廣告以增線技術（upscaling）提升至1080i播出；2008年下半年高清節目的佔比已達75%。
高清翡翠台也會和翡翠台同步廣播，而全天同步廣播時間為最少4小時。深夜時段則多數安排重播當日的高清節目或部分翡翠台的節目（如：《今日VIP》、《東張西望》及處境劇集）。
無綫新聞自2008年7月13日起改為16:9標清製作/播出後，計劃在北京奧運後提供高清新聞報道。2009年2月2日起，《晚間新聞》改為16:9高清播出，並改於23:00播出，全長約35分鐘，在翡翠台、高清翡翠台、互動新聞台及TVB新聞台作四台聯播，取代高清翡翠台原時段的《11點財經及新聞報道》；而大部份新聞亦已陸續改為高清製作。2009年8月17日起，高清翡翠台不再於星期一至五聯播《六點半新聞報道》，以《七點新聞報道》代替（於2015年9月14日起因高清翡翠台於星期一至五19:00時段改為與翡翠台同步播放綜藝及資訊節目而停播），2013年3月18日起取消與翡翠台及互動新聞台聯播《香港早晨》，2015年4月26日起，高清翡翠台取消聯播《六點半新聞報道》。現時只有《午間新聞》及《晚間新聞》與翡翠台聯播，直到高清翡翠台於2016年2月22日凌晨3:00改名為J5為止。
該頻道逢星期一凌晨5:00-6:00設備檢修，檢修期間會播放測色板。但電子節目表及官方網頁上的節目表均不會顯示檢修時段，並會計入檢修前播出的節目内。

### 過往與翡翠台同步時段
- 逢星期一至五
  - 11:35至11:37（《新聞提要》）
  - 13:00至13:18（《午間新聞》及《瞬間看地球》）
  - 15:15至15:17（《新聞提要》）
  - 19:00至00:00（黃金時段節目、《環球新聞檔案》、《晚間新聞》、《新聞檔案》、《天氣報告》及《瞬間看地球》）
- 逢星期六
  - 13:00至13:15（《午間新聞》及《瞬間看地球》）
  - 20:30至23:55（黃金時段節目、《晚間新聞》、《天氣報告》及《瞬間看地球》）（視乎節目長度而定）
- 逢星期日
  - 13:00至13:15（《午間新聞》及《瞬間看地球》）
  - 20:00至23:55（黃金時段節目、《晚間新聞》、《天氣報告》及《瞬間看地球》）（視乎節目長度而定）

### 廣播格式
影像部分以H.264/MPEG-4 AVC格式編碼，16:9比例輸出畫面。音效以Dolby AC-3編碼；現時TVB製作的劇集暫時不會提供環迴立體聲效果，而只會使用立體聲播放，但如果外購劇集和電影具備環迴立體聲，就會提供環迴立體聲效果。不過為配合互動新聞台改以高清廣播，高清翡翠台於2012年6月30日起取消環迴立體聲效果，其後在2013年3月12日恢復環迴立體聲效果。
2013年3月1日起，高清翡翠台與J2及互動新聞台同時改以可變位元速率（VBR）實時編碼以更有效地利用頻寬 。

### 特點
- 由高清翡翠台開台至2014年6月2日，高清節目播出時，右下角會出現角标，以標示節目為高清製作：
  - 2008年11月17日前，「hd」標誌為紅色圓形圖示配以水滴動畫效果。2008年初期，高清節目播出前，亦會播出「以下節目以全高清製作」的提示畫面。
  - 2008年11月17日起，為配合台慶，加上「Tvbuddy」跳出的動畫，其後一直沿用至2012年11月30日。
    - 《創富坊》時段及2012年10月2日香港南丫海難期間，顯示舊版“hd”標誌（即2008年11月17日前的版本），但此標誌於2012年12月3日起不再顯示。
    - 新聞時段不顯示任何「hd」標誌。

  - 2012年12月3日起，改為紫色「HD」標誌，並只於逢星期一至五晚上20:30-22:30（即黃金時段兩綫非處境劇集）內顯示。
  - 2014年6月2日起，由於高清製作節目愈趨普及的緣故，所有節目及宣傳片均不再顯示「hd」標誌。
- 與翡翠台分途廣播期間：
  - 節目開始時在右上角的頻道識別會轉出「hdJ」的字樣數秒（新聞及財經時段除外）。
  - 星期六、日下午13:15-18:00的非同步節目於播映末段時，在畫面左上方顯示下一播映節目（翡翠台每日黃金時段亦有同樣安排）。
  - 有時為填補上一節目過早完結的空檔，會在下一節目之前播放間場節目，如《樂韻名城（日语：ヨーロッパ音楽紀行）》、《生命海》、《尋珍寶（日语：探検ロマン世界遺産#シリーズ世界遺産100）》、《設計經典》、《甜美時光》、《藝食坊》、《最美中國》、《故宮100》、《味道·中國》、《完全機械手冊》、《設計基因》、《製成者們》，最近播放電視劇的主題曲或《勁歌推介》。
- 2008年8月8日至8月24日，因應北京奧運，高清翡翠台台徽的前方加上北京奧運徽號。

### 其他服務功能
TVBar為一互動資訊服務，與互動新聞台的「NewsBar」幾近一樣，但提供的資料卻與NewsBar有所不同，觀眾可利用遙控器自行選擇收看多項屋苑、天氣資訊和新聞，提供7日香港天氣預報、十大屋苑呎價一覽表和最新新聞。而TVBar的資訊乃經由數碼電視訊號傳送，故此毋需接駁網際網路就可使用。備具MHEG-5功能或「TVB互動功能」標誌的機頂盒或綜合電視機，方可使用此項服務，觀眾只要在遙控器上按紅色按鈕，就可啟動TVBar（部份機頂盒及全高清電視需先開啟MHEG-5畫面和關閉字幕）。
另外，2009年至2010年某部分自製綜藝節目（如《蘇GOOD》、《櫻紅醉了》）亦會額外提供與該節目有關的互動資訊功能，例如節目中曾介紹的食譜、旅遊景點、餐廳資料等。觀眾只要在遙控器上按黃色按鈕就可啟用，這些內容亦可在節目官方網站的「i資訊」頁查看。
不過隨着智能手機日漸普及，互動資訊功能已經被TVB fun手機程式取代。

## 網上直播
無綫電視旗下官方網站TVB.COM的「myTV」網路電視平台，提供高清翡翠台24小時網上直播頻道（見「外部連結」）。myTV高清翡翠台直播頻道於2010年8月2日正式開設，初時網上直播服務只限每日黃金時段節目，包括自製劇集、綜藝節目、新聞等，直播時間為星期一至五19:00-23:40、星期六19:00-23:30及星期日19:00-23:30。2011年10月17日起，直播時間更擴展至全日24小時。
與互動新聞台網上直播頻道一樣，高清翡翠台的直播頻道亦採用Octoshape的實時串流（Live streaming）技術同步發放電視訊號，可即時回放近30分鐘內播出的內容（2013年6月中期曾短暫提供達3小時的回放內容），不過訊號比正常電視接收有延遲，亦不能選擇聲道、字幕、TVBar及節目內的互動資訊功能。
因節目版權所限，部分外購節目（如《高清好戲派》）、少數自製節目（如《超級巨聲2》，但後期已可提供直播）及直播節目中涉版權問題的片段（包括部分商業廣告及宣傳片段）皆不會提供直播，並以預製的間場畫面覆蓋，顯示「因節目版權所限，直播將於稍後恢復」字樣。
myTV亦曾提供星期一至五日間財經節目《創富坊》的網上直播頻道，直播時間為港股交易日09:00-12:00及13:15-16:30，當中亦會直播每節之間的廣告及其他節目，如《新聞提要》、《交易現場》等。該頻道已因應高清翡翠台直播頻道擴展至24小時而取消。

## 台徽呼號畫面
高清翡翠台的台徽呼號畫面為TVB台徽底下加上「高清翡翠台」字樣，與翡翠台分途廣播時才使用，與翡翠台同步廣播時段內顯示的是翡翠台的台徽呼號畫面。2015年4月26日前的星期六、日的《六點半新聞報道》聯播時段為例外，因該時段並非完全與翡翠台同步（廣告時段內播放不同的節目宣傳片），故開場前仍會顯示高清翡翠台的台徽呼號畫面。
2008年8月8日至8月24日，因應北京奧運，高清翡翠台出現北京奧運台徽呼號畫面。
2009年至2016年期間，高清翡翠台出現賀年台徽呼號畫面並加上「高清翡翠台」字樣。

## 節目預告
節目預告中通常會在畫面上角附上當日實時天氣（包括溫度及濕度）和現時的時間（天氣在左，時間在右），2016年2月22日凌晨3:00以前還附有人聲報幕（主要為麥劍秋）。
2016年2月22日凌晨03:00起，J5的台徽及節目預告畫面作出了微調，但所有台徽及節目預告取消持續約35年的人聲報幕，此安排跟J2相同。最後一個有人聲報幕的節目預告，是電視節目為《泰原味》，於香港時間前一日02:00起播放，由麥劍秋讀出。

## 海外播放

### 廣東接收情況
高清翡翠台采用多發射站發射同一頻率的發射方式（即單頻網）傳送，可節約頻譜資源，但是若訊號發射設施設計不良也可造成“同頻干擾”的問題。在香港由於發射站之間保持合理間隔距離，所以同頻干擾并沒有帶來太大問題，但香港以外地區接收就普遍受到同頻干擾影響，特別是在中山中南部、珠海、深圳中部這些可以接收到多發射站信號的地方更受到嚴重影響，在這些地區都需要較高規格的設備才能穩定接收。
也由於這個原因，高清翡翠台的接收範圍比翡翠台要小，接收地區有深圳、東莞東部部分地區及西部海岸、廣州經濟技術開發區、番禺南部、南沙，中山北部、石岐部分地區、五桂山以南，珠海沿岸及澳門。
然而東莞、中山、深圳寶安、佛山、江門、新會及雲浮的有線數字電視網也有傳送原版高清翡翠台信號供免費觀看，使用支援DVB-C制式的高清機頂盒接入有線數字電視便可直接收視，但當地有線數字電視轉換時所派發的機頂盒為標清機頂盒，無法接收高清信號，而且官方也沒有對外公佈，所以一般民眾並不知情，而能維持多久也不得而知。此外，東莞轉播的高清翡翠台於2010年12月份開始，在「敏感日子」時候，訊號均被延時了15秒並且對等當局認為的敏感片段進行審查處理。廣州有線珠江數碼推出的甜果時光DVB-IP制式機頂盒中內部測試此頻道，由於經特殊技術鎖碼，一般民眾就算使用珠江數碼提供的機頂盒都未能隨意收看。佛山地區高清翡翠台以「高清體驗1」為目錄，亞洲高清台則為「高清體驗2」。另外，2012年一段時間內以「衛星信號故障」中斷廣播，後來像東莞一樣，佛山地區高清翡翠台被「粵語高清頻道」（此頻道是省廣電早前錄影無線電視的劇集，作每天不間斷循環播映）取代。肇慶地區有線網絡於2012年11月中旬也開始轉播「粵語高清」頻道。
藝華衛星電視於2008年夏季一度向大中華地區轉播高清翡翠台，但由於未能與TVB達成協議，所以該頻道已於2008年11月終止傳送。
2012年5月16日，在東莞有线轉播的高清翡翠台突然被上海文廣互動電視有限公司旗下的高清新視覺頻道取代，在當地轉播的亞洲台亦被高清黑龍江衛視取代（但是高清黑龍江衛視在當日以4:3格式播放，與高清頻道通用的16:9格式不盡相同）。訊號直至次日（2012年5月17日）恢復正常，地方媒體沒有解釋原因。
2012年9月尾，東莞廣電有線電視網絡轉播的高清翡翠台被「粵語高清HD」（由深圳天华公司制作的轮播频道，此頻道是省廣電早前购买無線電視的劇集成片，作每天不間斷循環播映）取代，至於何時恢復正常訊號，卻暫時不得而知。而此頻道無缘無故地被取代，疑與中共將召開的十八大有關。當地觀眾致電東莞廣電，官方的客服卻以此頻道故障為由作解釋。
2014年3月，廣東有線電視東莞分公司稱，高清翡翠台在前期作為測試頻道試播，後應國家政策的要求停止播出，以粵語高清HD和標清本港台墊播，中國內地未經政策允許，不得接收當局批准外的其他境外頻道。

### 馬來西亞「TVB奧運頻道」
北京奧運期間，TVB與馬來西亞Astro合力開辦TVB奧運頻道，從2008年8月7日到2008年8月27日播放。
此頻道播出的所有奧運節目與高清翡翠台相同。而在高清翡翠台播出其他節目時，本頻道將會以TVB的奧運宣傳短片、本地廣告、奧運歌曲MV來填補空檔時間，高清翡翠台重新播映奧運節目時，本頻道將會同步播映。此外，該頻道於北京奧運結束後的兩天內（8月25日及26日）重播《北京奧運開幕式》及《北京奧運閉幕式》，而最後的一個奧運節目為《京奧最難忘》。
雖然奧運期間於高清翡翠台播出的畫面是以高清廣播，但由於馬來西亞當時還未推行高清電視服務，因此以數碼標清576i和4:3長寬比例的畫面播出。

## 收視率
| 年份 | 平均收視 |
| ---- | -------- |
| 2014 | 8.2點    |
| 2015 | 8.3點    |